# I liga polska w piłce siatkowej mężczyzn (1963/1964)
I liga polska w piłce siatkowej mężczyzn 1963/1964 – 28. edycja rozgrywek o mistrzostwo Polski w piłce siatkowej mężczyzn.

## Drużyny uczestniczące
| | I liga 1963/1964   |   |      |
| --- | ------------------ | - | ---- |
| WAR | AZS-AWF Warszawa   | 1 | PEMK |
| LEG | Legia Warszawa     | 2 |      |
| KAT | Górnik Katowice    | 3 |      |
| KRA | Wawel Kraków       | 4 |      |
| WAR | Sparta Warszawa    | 5 |      |
| WRO | Gwardia Wrocław    | 6 |      |
| SZC | Pogoń Szczecin     | 7 |      |
| WAŁ | Chełmiec Wałbrzych | 8 |      |
| ŁÓD | AZS Łódź           | 9 |      |
| | Awans z II ligi    |   |      |
| WAR | Warszawianka       |   |      |
| WRO | Odra Wrocław       |   |      |
| GDA | AZS Gdańsk         |   |      |
| Oznaczenia: - kolumna pierwsza – skróty nazw drużyn wpisane na mapie (jeśli ta została zamieszczona), - kolumna trzecia – miejsce zajęte przez daną drużynę w poprzednim sezonie. |                    |   |      |

## Klasyfikacja końcowa
| Miejsce | Drużyna            |
| ------- | ------------------ |
| 1.      | Legia Warszawa     |
| 2.      | Gwardia Wrocław    |
| 3.      | Górnik Katowice    |
| 4.      | AZS-AWF Warszawa   |
| 5.      | Warszawianka       |
| 6.      | Sparta Warszawa    |
| 7.      | Wawel Kraków       |
| 8.      | Pogoń Szczecin     |
| 9.      | Odra Wrocław       |
| 10.     | Chełmiec Wałbrzych |
| 11.     | AZS Łódź           |
| 12.     | AZS Gdańsk         |

     spadek do II ligi